# Kate Doherty
Kate Doherty (* 27. Januar 1997) ist eine irische Hürdenläuferin, die sich auf die 100-Meter-Distanz spezialisiert hat.

## Sportliche Laufbahn
Erste internationale Erfahrungen sammelte Kate Doherty im Jahr 2019, als sie bei den U23-Europameisterschaften in Gävle im 100-Meter-Hürdenlauf bis in das Halbfinale gelangte, in dem sie ihren Lauf nicht beenden konnte. Bei den World Athletics Relays 2021 im polnischen Chorzów wurde sie mit der irischen 4-mal-200-Meter-Staffel mit neuem Landesrekord von 1:35,93 min Zweite hinter dem polnischen Team und mit der 4-mal-100-Meter-Staffel verpasste sie mit 44,53 s den Finaleinzug.
2019 wurde Doherty irische Hallenmeisterin im 60-Meter-Hürdenlauf.

## Persönliche Bestleistungen
- 100 m Hürden: 13,72 s (−0,9 m/s), 29. Juli 2018 in Dublin
  - 60 m Hürden (Halle): 8,29 s, 17. Februar 2019 in Abbotstown